# David Cal
David Cal (n. 10 octombrie 1982, Cangas⁠(d), Galicia, Spania) este un canoist spaniol, medaliat olimpic. A participat la 3 ediții ale Jocurilor Olimpice (2004, 2008, 2012) în care a câștigat o medalie de aur și 4 medalii de argint.